# Choi Kang-hee (calciatore)
Choi Kang-hee (최강희?; Seul, 12 aprile 1959) è un allenatore di calcio ed ex calciatore sudcoreano, di ruolo centrocampista.

## Statistiche

### Cronologia presenze e reti in nazionale
| Cronologia completa delle presenze e delle reti in nazionale ― Corea del Sud | Cronologia completa delle presenze e delle reti in nazionale ― Corea del Sud | Cronologia completa delle presenze e delle reti in nazionale ― Corea del Sud | Cronologia completa delle presenze e delle reti in nazionale ― Corea del Sud | Cronologia completa delle presenze e delle reti in nazionale ― Corea del Sud | Cronologia completa delle presenze e delle reti in nazionale ― Corea del Sud | Cronologia completa delle presenze e delle reti in nazionale ― Corea del Sud | Cronologia completa delle presenze e delle reti in nazionale ― Corea del Sud |
| Data                                                                         | Città                                                                        | In casa                                                                      | Risultato                                                                    | Ospiti                                                                       | Competizione                                                                 | Reti                                                                         | Note                                                                         |
| ---------------------------------------------------------------------------- | ---------------------------------------------------------------------------- | ---------------------------------------------------------------------------- | ---------------------------------------------------------------------------- | ---------------------------------------------------------------------------- | ---------------------------------------------------------------------------- | ---------------------------------------------------------------------------- | ---------------------------------------------------------------------------- |
| 26-10-1988                                                                   | Tokyo                                                                        | Giappone                                                                     | 0 – 1                                                                        | Corea del Sud                                                                | Korea-Japan Annual Match                                                     | -                                                                            | 61’                                                                          |
| 9-12-1988                                                                    | Doha                                                                         | Qatar                                                                        | 2 – 3                                                                        | Corea del Sud                                                                | Coppa d'Asia 1988 - 1º turno                                                 | -                                                                            |                                                                              |
| 11-12-1988                                                                   | Doha                                                                         | Corea del Sud                                                                | 2 – 3                                                                        | Iran                                                                         | Coppa d'Asia 1988 - 1º turno                                                 | -                                                                            | ?’                                                                           |
| 14-12-1988                                                                   | Doha                                                                         | Corea del Sud                                                                | 2 – 1                                                                        | Cina                                                                         | Coppa d'Asia 1988 - Semifinali                                               | -                                                                            | 108’                                                                         |
| 5-5-1989                                                                     | Seul                                                                         | Corea del Sud                                                                | 1 – 0                                                                        | Giappone                                                                     | Korea-Japan Annual Match                                                     | -                                                                            |                                                                              |
| 23-5-1989                                                                    | Seul                                                                         | Corea del Sud                                                                | 3 – 0                                                                        | Singapore                                                                    | Qual. Mondiali 1990                                                          | -                                                                            |                                                                              |
| 27-5-1989                                                                    | Seul                                                                         | Corea del Sud                                                                | 3 – 0                                                                        | Malaysia                                                                     | Qual. Mondiali 1990                                                          | -                                                                            |                                                                              |
| 5-6-1989                                                                     | Singapore                                                                    | Malaysia                                                                     | 0 – 3                                                                        | Corea del Sud                                                                | Qual. Mondiali 1990                                                          | -                                                                            |                                                                              |
| 7-6-1989                                                                     | Singapore                                                                    | Singapore                                                                    | 0 – 3                                                                        | Corea del Sud                                                                | Qual. Mondiali 1990                                                          | -                                                                            | 67’                                                                          |
| 10-8-1989                                                                    | Los Angeles                                                                  | Messico                                                                      | 4 – 2                                                                        | Corea del Sud                                                                | 1989 Marlboro Cup                                                            | -                                                                            | 46’                                                                          |
| 16-9-1989                                                                    | Seul                                                                         | Corea del Sud                                                                | 0 – 1                                                                        | Egitto                                                                       | Amichevole                                                                   | -                                                                            |                                                                              |
| 13-10-1989                                                                   | Singapore                                                                    | Corea del Sud                                                                | 0 – 0                                                                        | Qatar                                                                        | Qual. Mondiali 1990                                                          | -                                                                            |                                                                              |
| 16-10-1989                                                                   | Singapore                                                                    | Corea del Sud                                                                | 1 – 0                                                                        | Corea del Nord                                                               | Qual. Mondiali 1990                                                          | -                                                                            |                                                                              |
| 20-10-1989                                                                   | Singapore                                                                    | Cina                                                                         | 0 – 1                                                                        | Corea del Sud                                                                | Qual. Mondiali 1990                                                          | -                                                                            |                                                                              |
| 25-10-1989                                                                   | Singapore                                                                    | Arabia Saudita                                                               | 0 – 2                                                                        | Corea del Sud                                                                | Qual. Mondiali 1990                                                          | -                                                                            |                                                                              |
| 28-10-1989                                                                   | Singapore                                                                    | Emirati Arabi Uniti                                                          | 1 – 1                                                                        | Corea del Sud                                                                | Qual. Mondiali 1990                                                          | -                                                                            |                                                                              |
| 4-2-1990                                                                     | La Valletta                                                                  | Corea del Sud                                                                | 2 – 3                                                                        | Norvegia                                                                     | Rothmans Tournament                                                          | -                                                                            |                                                                              |
| 15-2-1990                                                                    | Baghdad                                                                      | Iraq                                                                         | 0 – 0                                                                        | Corea del Sud                                                                | Amichevole                                                                   | -                                                                            | 45’                                                                          |
| 18-2-1990                                                                    | Il Cairo                                                                     | Egitto                                                                       | 0 – 0                                                                        | Corea del Sud                                                                | Amichevole                                                                   | -                                                                            |                                                                              |
| 12-6-1990                                                                    | Verona                                                                       | Belgio                                                                       | 2 – 0                                                                        | Corea del Sud                                                                | Mondiali 1990 - 1º turno                                                     | -                                                                            |                                                                              |
| 17-6-1990                                                                    | Udine                                                                        | Corea del Sud                                                                | 1 – 3                                                                        | Spagna                                                                       | Mondiali 1990 - 1º turno                                                     | -                                                                            |                                                                              |
| 21-6-1990                                                                    | Udine                                                                        | Corea del Sud                                                                | 0 – 1                                                                        | Uruguay                                                                      | Mondiali 1990 - 1º turno                                                     | -                                                                            | 62’                                                                          |
| 7-6-1991                                                                     | Seul                                                                         | Corea del Sud                                                                | 0 – 0                                                                        | Egitto                                                                       | 1991 President's Cup                                                         | -                                                                            |                                                                              |
| 9-6-1991                                                                     | Daejeon                                                                      | Corea del Sud                                                                | 3 – 0                                                                        | Indonesia                                                                    | 1991 President's Cup                                                         | -                                                                            |                                                                              |
| 11-6-1991                                                                    | Gwangju                                                                      | Corea del Sud                                                                | 1 – 1                                                                        | Malta                                                                        | 1991 President's Cup                                                         | -                                                                            |                                                                              |
| 14-6-1991                                                                    | Seul                                                                         | Corea del Sud                                                                | 0 – 0 dts (4 – 3 dtr)                                                        | Australia                                                                    | 1991 President's Cup                                                         | -                                                                            |                                                                              |
| 16-6-1991                                                                    | Seul                                                                         | Corea del Sud                                                                | 2 – 0                                                                        | Egitto                                                                       | 1991 President's Cup                                                         | -                                                                            |                                                                              |
| 27-7-1991                                                                    | Nagasaki                                                                     | Giappone                                                                     | 0 – 1                                                                        | Corea del Sud                                                                | Korea-Japan Annual Match                                                     | -                                                                            |                                                                              |
| 22-8-1992                                                                    | Pechino                                                                      | Corea del Sud                                                                | 0 – 0                                                                        | Giappone                                                                     | Coppa Dinastia 1992                                                          | -                                                                            |                                                                              |
| 24-8-1992                                                                    | Pechino                                                                      | Corea del Nord                                                               | 1 – 1                                                                        | Corea del Sud                                                                | Coppa Dinastia 1992                                                          | -                                                                            |                                                                              |
| 29-8-1992                                                                    | Pechino                                                                      | Giappone                                                                     | 2 – 2 dts (4 – 2 dtr)                                                        | Corea del Sud                                                                | Coppa Dinastia 1992                                                          | -                                                                            |                                                                              |
| Totale                                                                       |                                                                              | Presenze                                                                     | 31                                                                           |                                                                              | Reti                                                                         | 0                                                                            |                                                                              |

## Palmarès

### Giocatore

#### Competizioni nazionali
- K-League Cup: 1

Ulsan Hyundai: 1986

### Allenatore

#### Competizioni internazionali
- AFC Champions League: 2  (record)

Jeonbuk Motors: 2006, 2016

#### Competizioni nazionali
- Coppa della Cina: 1

Shanghai Shenhua: 2019